# 山上進
山上 進（やまがみ すすむ、1957年7月11日 - ）は、青森県青森市出身の三味線奏者。

## 人物
高校時代はロックバンドを結成。ヤマハポピュラーソングコンテストにも出場経験がある。1970年代には矢野顕子の作品（『JAPANESE GIRL』『長月 神無月』）に参加。
津軽を代表する津軽三味線、尺八、横笛奏者として活動。
最近では、伊奈かっぺいのライブにおいて津軽三味線、ギターを担当している。
近年は、古典楽器やシンセサイザーなどの他楽器とのセッションも積極的に行い、津軽三味線の伝統を守りながらも意欲的な音楽活動を展開している。